# Enrico il Glichezare
Enrico il Glichezare, oppure Heinrich der Glichezare o Enrico il Glichezaere (Alsazia, XII secolo – Alsazia, XII secolo), è stato un poeta tedesco.

## Biografia
Non si posseggono notizie riguardanti la vita privata di questo poeta, tranne le origini alsaziane; sicché appare anche misteriosa l'origine del soprannome che vuol dire 'ipocrita' e 'impostore'.
La critica moderna è convinta che il soprannome non riguardi tanto l'autore quanto il protagonista del suo poema, che è la volpe.
Si tratta di un rifacimento del Roman de Renart. Il poema più antico di questo ciclo fiorito tra le Fiandre e la Borgogna è Ysengrinus, composto in lingua latina da Nivardo di Gand attorno alla metà del XII secolo (Isengrim, cioè "Elmo di ferro", è il lupo, principale personaggio della favola accanto alla volpe).
L'opera ebbe molto successo che ne nacquero in Francia varie branches alle più antiche delle quali si rifece appunto il Glichezare per il suo poema intitolato Reinhart Fuchs o anche La disgrazie di Insegrim.
Del testo originale sono sopravvissuti 685 versi in vari frammenti, ma lo abbiamo completo in una rielaborazione posteriore di un secolo.
Nello schema abituale della favole della volpe si inserisce l'ispirazione satirica: gli spunti più vivi sono dati dalla parodia del mondo cavalleresco e cortese e soprattutto dalla satira contro la corte imperiale e la corruzione del clero.

## Opere
- 'Reinhart Fuchs o anche La disgrazie di Insegrim.